# The Blues of Otis Spann
The Blues of Otis Spann — студійний альбом американського блюзового музиканта Отіса Спенна, випущений у 1964 році лейблом Decca.

## Опис
На цьому альбомі видані записи відомого піаніста Отіса Спенна, зроблені в Лондоні для лейблу Decca продюсером Майком Верноном. Коли навесні 1964 року піаніст приїхав в Лондон в складі організованого Гарольдом Девідсоном турне «American Folk Blues and Gospel Caravan», Майку Вернону вдалося вмовити свого керівника на лейблі Decca, Френка Лі, укласти угоду на випуск одного альбому і одного сингла Спенна.
Запис відбувся у понеділок 4 травня 1964 року в студії Decca Studios, що розташована в лондонському район Вест-Гемпстед. Під ім'ям «брат» на гітаре Отісу Спенну акомпанував Мадді Вотерс, який приховав своє і'мя через контрактні обмеження. Ритм-секцію склали ветерани чиказької блюзової сцени: басист Ренсом Ноулінг і ударник Літтл Віллі Сміт. В результаті на альбом під назвою «The Blues Of Otis Spann», увійшли дванадцять композицій, з яких усі, окрім «Rock Me Mama» Артура Крудапа, були написані самим Спенном. Утім, у більшості випадків, це були авторські інтерпретації відомих мелодій. Наприклад, «Meet Me in the Bottom» також виконувалась Біг Джо Вільямсоном і Хаулін Вульфом.
Альбом був виданий того ж року і отримав гарні відгуки критиків, не лише британських, а й американських.

## Список композицій
1. «Rock Me Mama» (Артур Крудап) — 3:55
2. «I Came from Clarksdale» (Отіс Спенн) — 4:25
3. «Keep Your Hand out of My Pocket» (Отіс Спенн) — 3:25
4. «Spann's Boogie» (Отіс Спенн) — 2:05
5. «Sarah Street» (Отіс Спенн) — 3:14
6. «The Blues Don't Like Nobody» (Отіс Спенн) — 3:33
7. «Meet Me in the Bottom» (Отіс Спенн) — 2:58
8. «Lost Sheep in the Fold» (Отіс Спенн) — 4:29
9. «I Got a Feeling» (Отіс Спенн) — 3:32
10. «Jangleboogie» (Отіс Спенн) — 2:56
11. «T.99» (Отіс Спенн) — 3:32
12. «Natural Days» (Отіс Спенн) — 3:22

## Учасники запису
- Отіс Спенн — фортепіано
- Мадді Вотерс [вказаний на як «Brother»] — гітара
- Ренсом Ноулінг — бас
- Літтл Віллі Сміт — ударні

Технічний персонал
- Майкл Вернон — продюсер
- Гас Даджон — інженер
- Ніл Е. Слейвен — текст